# いけうち誠一
いけうち 誠一（いけうち せいいち、1947年4月3日 - ）は、日本の漫画家。山梨県都留市出身。本名は池内 誠一。

## 略歴
高校卒業後、白土三平に師事しアシスタントを務める。その後、1967年、『悪魔船』が講談社まんが新人賞に入選しデビュー。この作品は『別冊少年マガジン』に掲載された。1983年4月から『週刊パーゴルフ』に連載されていた『中島常幸の劇画レッスン』をきっかけにゴルフ漫画で活動を始めた。
現在、『ゴルフレッスンプラス』にて『ゴルフは気持ち』を連載中。

## 作品リスト
- 反乱（青林堂『ガロ』1967年6月号 「池内誠」名義[1][2]）
- 悪魔船（講談社『別冊少年マガジン』1967年8月号[3]）
- じごく（講談社『ぼくら』1967年9月号[4]）
- 鬼じい（講談社『ぼくら』1967年9月号[5]）
- 指なし熊を射たないで（講談社『ぼくら』1967年11月号[6]）
- 毒へび魔人（原作：宮崎惇、講談社『ぼくら』1967年12月号[7] - 1968年5月号[8]）
- 熊うち鬼源（講談社『週刊少年マガジン』1月1日増刊[9]）
- 冒険者たち（虫プロ商事『COM』1968年2月号[10]）
- ヒロ私たちの地球ね（講談社『別冊少年マガジン』1968年6月号[11]）
- 偉大なる将軍（講談社『週刊少年マガジン』1968年ごろ[12][13]）
- 氷河時代（集英社『週刊少年ジャンプ』1969年14号[14]）
- 白狼記（小学館『デラックス少年サンデー』1969年創刊号[15]）
- 大王物語（秋田書店『まんが王』1969年3月号付録[16]）
- 恐怖の館（秋田書店『まんが王』1969年10月号付録ほか[17]）
- シベリアの牙（集英社『週刊少年ジャンプ』1970年7号 - 16号）
- 夜明けのタテガミ（集英社『週刊少年ジャンプ』1970年33号 - 47号）
- 小ちゃくなあれ（講談社『別冊少年マガジン』1970年4月号）
- 狂い牛（秋田書店『まんが王』1971年4月号付録[18][19]）
- あらしのエース（学習研究社『中学三年コース』1975年ごろ[20]）
- くらやみ倶楽部 （学習研究社、1976年初版）[21]
- 怪異を積む船（主婦の友社、1978年[22]）
- ぶったぎり野球道（学習研究社『月刊少年チャレンジ』、1979年[23]）
- 日本の宇宙人（大陸書房『大陸・謎シリーズ』2、1979年[24]）
- 新約聖書（大陸書房『劇画カルチュア』1、1981年[25]）
- 呪いのかつら ヘア・ウィッグ（廣済堂出版、1982年初版[26]）
- 黒い蘭の罠（講談社、1987年[27]）
- 虎の兄弟（学習研究社『中学二年コース』）
- 中島常幸の劇画レッスン
- ゴン兵衛のまんがゴルフ修行
- もう大叩きしない実践ゴルフ道場
- ゴルフ・人生
- ゴルフに乾杯!!
- スウィング!
- ゴルフは気持ち（メンタル）
- 原辰徳：実録まんが
- アントニオ猪木：実録まんが
- 長州力：実録まんが
- オーガシタのマスターたち（名義：いけうち・誠一）全6巻
- 時には狂人のように[28]
- 狼王ヤス[29]
- 禁じられた戦史（原作：千田夏光、講談社、初出情報未詳[30]）